# Sean Scannell
Sean Scannell (Croydon, 17 september 1990) is een Iers-Engels voetballer die doorgaans speelt als rechtsbuiten. In juli 2023 verruilde hij Grimsby Town voor Hornchurch.

## Clubcarrière
Scannell speelde in de jeugd van Addiscombe Corinthians en werd in 2003 opgenomen in de opleiding van Crystal Palace. Zijn debuut in de hoofdmacht van deze club maakte de vleugelspeler op 4 december 2007, toen met 1–2 gewonnen werd op bezoek bij Queens Park Rangers. Damion Stewart opende de score nog voor QPR, maar Crystal Palace won door treffers van Clint Hill en Clinton Morrison. Scannell begon als reservespeler aan de wedstrijd, maar coach Neil Warnock liet hem na een uur voetballen invallen voor Franck Songo'o.
Elf dagen later tekende de vleugelaanvaller voor zijn eerste professionele doelpunt. In de laatste minuut van de thuiswedstrijd tegen Sheffield Wednesday maakte hij de winnende 2–1. In de seizoenen die volgden kreeg hij steeds vaker speeltijd. Het seizoen 2010/11 moest hij gedeeltelijk aan zich voorbij laten gaan door een blessure, maar het jaar erop speelde hij weer zevenendertig competitiewedstrijden.
In de zomer van 2012 verkaste Scannell naar Huddersfield Town, waar hij zijn handtekening zette onder een verbintenis voor de duur van drie seizoenen. In november 2014 verlengde Huddersfield dit contract tot medio 2017. Later werd de verbintenis opengebroken en verlengd tot 2019. Aan het einde van het seizoen 2016/17 werd promotie naar de Premier League bereikt. In de finale van de play-offs werd na strafschoppen gewonnen van Reading. In de zomer van 2017 werd Scannell verhuurd aan Burton Albion. Nadat hij in januari een blessure opliep tijdens een training, keerde de vleugelspeler terug naar Huddersfield.
Scannell verkaste in de zomer van 2018 naar Bradford City, waar hij zijn handtekening zette onder een verbintenis voor de duur van twee seizoenen. Een jaar later werd Blackpool zijn nieuwe club. In september 2020 contracteerde Grimsby Town de vleugelspeler. Medio 2023 ging hij voor Hornchurch spelen.

## Clubstatistieken
| Seizoen | Club              | Competitie      | Competitie | Competitie | Beker | Beker | Internationaal | Internationaal | Totaal | Totaal |
| Seizoen | Club              | Competitie      | Wed.       | Dlp.       | Wed.  | Dlp.  | Wed.           | Dlp.           | Wed.   | Dlp.   |
| ------- | ----------------- | --------------- | ---------- | ---------- | ----- | ----- | -------------- | -------------- | ------ | ------ |
| 2007/08 | Crystal Palace    | Championship    | 24         | 2          | 1     | 0     | —              | —              | 25     | 2      |
| 2008/09 | Crystal Palace    | Championship    | 25         | 2          | 1     | 1     | —              | —              | 26     | 3      |
| 2009/10 | Crystal Palace    | Championship    | 26         | 2          | 3     | 0     | —              | —              | 29     | 2      |
| 2010/11 | Crystal Palace    | Championship    | 19         | 2          | 0     | 0     | —              | —              | 19     | 2      |
| 2011/12 | Crystal Palace    | Championship    | 37         | 4          | 4     | 0     | —              | —              | 41     | 4      |
| 2012/13 | Huddersfield Town | Championship    | 34         | 2          | 4     | 1     | —              | —              | 38     | 3      |
| 2013/14 | Huddersfield Town | Championship    | 38         | 1          | 4     | 0     | —              | —              | 42     | 1      |
| 2014/15 | Huddersfield Town | Championship    | 42         | 4          | 3     | 0     | —              | —              | 45     | 4      |
| 2015/16 | Huddersfield Town | Championship    | 29         | 1          | 1     | 0     | —              | —              | 30     | 1      |
| 2016/17 | Huddersfield Town | Championship    | 15         | 0          | 1     | 0     | —              | —              | 16     | 0      |
| 2017/18 | → Burton Albion   | Championship    | 18         | 0          | 1     | 0     | —              | —              | 19     | 0      |
| 2017/18 | Huddersfield Town | Premier League  | 0          | 0          | 0     | 0     | —              | —              | 0      | 0      |
| 2018/19 | Bradford City     | League One      | 16         | 0          | 2     | 0     | —              | —              | 18     | 0      |
| 2019/20 | Bradford City     | League Two      | 5          | 1          | 1     | 0     | —              | —              | 6      | 1      |
| 2019/20 | Blackpool         | League One      | 8          | 1          | 4     | 0     | —              | —              | 12     | 1      |
| 2020/21 | Grimsby Town      | League Two      | 11         | 0          | 4     | 0     | —              | —              | 15     | 0      |
| 2021/22 | Grimsby Town      | National League | 12         | 1          | 1     | 0     | —              | —              | 13     | 1      |
| 2022/23 | Grimsby Town      | League Two      | 2          | 0          | 0     | 0     | —              | —              | 2      | 0      |
| Totaal  | Totaal            | Totaal          | 361        | 23         | 34    | 2     | 0              | 0              | 395    | 25     |

Bijgewerkt op 28 november 2024.